# Louis d'Anthoine
Pour les articles homonymes, voir Anthoine.
Louis d'Anthoine, né le 30 avril 1814 à Beaucaire et mort le 31 août 1901 à Paris, est un peintre et un auteur dramatique français.

## Biographie
Louis Pierre Stanislas Anthoine est le fils de Pierre Thomas Anthoine, propriétaire foncier, et de Marthe Claire Antoinette Courtois.
Élève d'Eugène Delacroix, il expose au Salon de 1840 à 1850.
En 1845, il épouse Louise Estelle Jolly de Munsthal.
Attiré par le théâtre, il devient auteur dramatique.
Il meurt à son domicile de la rue de Copenhague, à l'âge de 87 ans. Il est inhumé au cimetière du Père-Lachaise le 3 septembre 1901.

## Œuvres théâtrales
- Ouvrières de qualité (comédie en prose, en 5 actes, 1863), avec Paulin Deslandes
- La Défaite avant la victoire (comédie en prose, en 1 acte, 1864)

## Œuvres exposées aux Salons parisiens
- Portrait de M. B. Froussard, au Salon de 1840
- Confession du Giaour (Lord Byron), au Salon de 1843[6].
- Le Salam, au Salon de 1844
- Une Vénitienne, au Salon de 1844
- Portrait de M. le général comte de *, au Salon de 1846
- Portrait de M. le comte G. d'A., au Salon de 1847
- Portrait de M. Bazancourt, au Salon de 1848
- Portrait de M. Ch. R., au Salon de 1848
- Portrait de M. A. H., au Salon de 1848
- Portrait de M., consul général de France à Tunis, au Salon de 1848
- Portrait de M. Q., au Salon de 1849
- Portrait de Mme A., au Salon de 1849
- Portrait de M. A. A., au Salon de 1850